# José Benítez Martínez
José Benítez Martínez (Linares, Nuevo León; 1 de enero de 1891 - Monterrey, Nuevo León; 2 de octubre de 1954) fue un abogado, político y diplomático mexicano, que desempeñó funciones diplomáticas en diversas partes del mundo. Fue tres veces gobernador interino del Estado de Nuevo León, durante algunas de las licencias del gobernador Aarón Sáenz.

## Biografía
Nació en Linares, Nuevo León, el 1 de enero de 1891, siendo hijo de don Francisco Benítez Leal y de Adelaida Martínez González; a su vez fue nieto del gobernador Jesús María Benítez Martínez de Pinillos y sobrino del también gobernador Pedro Benítez Leal. Se trasladó a la capital de la República para estudiar derecho en la Universidad Nacional, de donde egresó en 1923. Además se doctoró en Heidelberg, Alemania.
Antes de recibirse como abogado, José Benítez había iniciado ya su carrera diplomática al incorporarse al servicio exterior como auxiliar en la legación Austria-Hungría. En 1919 fue nombrado encargado de negocios en Viena y más tarde en Guatemala; asimismo, desempeñó misiones especiales en Centroamérica y en Perú. Hacia 1922 fungía como jefe del Departamento de Cancillería; dos años después fue encargado de negocios de la embajada mexicana en Washington y luego primer secretario en esta misma. Además participó como académico y como examinador de derecho internacional en la Escuela Nacional Preparatoria.
A su regreso a México, aceptó el nombramiento de secretario de gobierno de la entidad neoleonesa durante el mandato del licenciado Aarón Sáenz. Debido a las licencias que éste solicitó, Benítez fue gobernador interino de Nuevo León en tres ocasiones:
- Del 27 de marzo al 14 de agosto de 1928
- Del 6 de noviembre de ese año al 25 de marzo de 1929
- Y del 3 de febrero de 1930 al 12 de septiembre de 1931

El licenciado José Benítez falleció en Monterrey el 2 de octubre de 1954.